# تشولي (كامبريدجشير)
تشولي (بالإنجليزية: Cheveley)‏ هي قرية و أبرشية مدنية تقع في المملكة المتحدة في إنجلترا.